# Raninoides barnardi
Raninoides barnardi is een krabbensoort uit de familie van de Raninidae. De wetenschappelijke naam van de soort is voor het eerst geldig gepubliceerd in 1974 door Sakai.